# 宇田川ひとみ
宇田川 ひとみ（うたがわ ひとみ、1989年11月9日 - ）は、日本のグラビアアイドルである。東京都出身。エンジェルガール所属。

## 来歴
鍼灸専門学校卒業。学生生活をしながら2009年にデビュー。

## 人物
- 公称身長は164cm。スリーサイズはB82-W56-H83cm[1]。
- 三人兄弟の次女。
- 趣味はダーツとビリヤードで、特にビリヤードに関しては本人が行きつけの店で働くほど好きだという。
- スポーツが得意でバレーボールとバスケットボールを数年間やっていた。

## 主な番組
- 裏ヤンマガ
- フジテレビNEXT『もっと温泉へ行こう!』
- パチンコオリ法TV（エンタメーテレ）
- お願い！ランキング(テレビ朝日)ベストカップUSA(Fカップ代表)

## その他
- カラオケJOYサウンド（カラオケPV）